# Руска кухня
За руската кухня е характерна рационалност в рецептурата и технологията на храната. Основен продукт е месото — говеждо, телешко, свинско, овнешко, птици и дивеч. Разнообразието на риба и рибни продукти е голямо. Търсен в целия свят деликатес е черният и червеният руски хайвер.
Друга основна суровина са млякото и млечните изделия и преди всичко сметаната. Тя се прибавя към много ястия.
От зеленчуците се използват зеле, моркови, червено цвекло, краставици, домати, лук, гъби, хрян и др. Популярни са зърнените храни — елда, просо, овесени ядки.
Ястията се приготвят без силни запръжки и подправки и по този начин се подчертава натуралният вкус на основния продукт.
Руската кулинария се отличава с разнообразни предястия: винегрети, зеленчукови салати, салати от риба, от месо, от птици, хайвери, солени и пушени риби, салати с майонеза, със сметана.
Заливките и сосовете за студените предястия са от сос майонеза, сметана, растително масло, оцет, горчица и хрян.
Като топли предястия се поднасят блини със солена плънка и сметана, пелмени, воловани, омлети, топли колбаси и др.
Водещо място в руската кухня заемат супите. Те се отличават с разнообразие, висока хранителна стойност, своеобразен вкус и аромат. За основа на супите се използват месни, гъбни, рибни и зеленчукови бульони, прясно мляко, квас. Особено разпространени са щи, разсолник, борш, солянка и др. Към супите като правило при оформяне на порциите се прибавя сметана. Представители на студените супи са акрошка, цвеклова супа.
Едно от най-разпространените първи ястия е щи, при което за основен продукт се използва прясно или кисело зеле или листен зеленчук. Поднася се с твърдо сварени яйца и сметана. Много популярна е рибената супа уха с всички нейни разновидности – уха с черен дроб на налим, по бурлацки, по рибарски, с пелмени.
Широко известни са и супите под общото наименование разсолник, които се приготвят с прибавка на кисели краставички и саламурата от тях. В масовото хранене намират приложение млечните и пасираните супи.
Един от основните хранителни продукти в Руската кухня е зърното и продуктите от неговата преработка. Съществува голямо разнообразие от кифли, колачи, пряники, краваи. В националната кухня добре са съчетани зърнените продукти с останалите храни – черен дроб, риба, яйца, извара.
Наред с ястията от зърнени храни в руската кухия важно място заемат тестените изделия: пелмени, блини, кулебяки, пироги, пирожки. Тяхното приложение е твърде универсално. Използват се като студени предястия, сушени притурки, десерт или като закуска.
Големият добив на риба и рибни продукти определя и тяхното широко приложение в кулинарията. Рибата се употребява в прясно и замразено състояние, солена, пушена, маринована. От нея приготвят супи, основни ястия.
За основни ястия месата се варят или задушават, а тези от млади животни се пържат или пекат. Оформят се най-често със сметанов, млечен, гъбен, доматен сос. Пикантен вкус се постига с прибавка на кисели краставички. Асортиментът на ястията от смляно месо е почти същият като в съвременната българска кухня.
Прясната риба се приготвя пържена, печена, на шиш, в електропекареп шкаф. Намират приложение ястията от смляно рибено месо – зрази, биточки, тефтели. Много вкусни са задушените риби със сос по руски или доматен, за печените риби със сос по руски или доматен, запечените риби със сметанен, бял, млечен, гъбен сос.
Широко застъпени са ястията от субпродухти.
Освен тестените десерти, приготвят се още кисели, компоти, чай, сладки млечни каши, сладоледи.